# Anoplozaur
Anoplozaur (Anoplosaurus) – dinozaur pancerny zamieszkujący obszar dzisiejszych Wysp Brytyjskich we wczesnej kredzie (alb). Znaczenie jego nazwy – „nieopancerzony jaszczur”. 
Był czworonożnym dinozaurem o opancerzonym grzbiecie. Powolny, ociężały. Prawdopodobnie brak kostnej buławy na ogonie. Dawniej klasyfikowany jako ornitopod spokrewniony z iguanodonem. Był roślinożerny - anoplozaur prawdopodobnie pasł się wśród nisko rosnącej roślinności, mógł zamieszkiwać lasy. Życie upływało mu na żerowaniu. Nie musiał uciekać przed drapieżnikami. W obliczu zagrożenia po prostu przywierał do ziemi, licząc na to, że pancerz zapewni mu skuteczną ochronę. Odnaleziony został w dzisiejszej Anglii. Nigdy nie znaleziono kompletnego szkieletu.

## Gatunki
- A. curtonotus,
- A. major (niektórzy naukowcy[kto?] podważają istnienie tego gatunku, uważając, że kości należały do ankylozaura i nieznanego bliżej gatunku iguanodona).

Oba gatunki odkryte w tym samym roku i opisane przez Seeley.